# Ochropleura sheljuzhkoi
Ochropleura sheljuzhkoi là một loài bướm đêm trong họ Noctuidae.